# 霸王别姬 (小說)
《霸王別姬》是由香港作家李碧華所著之中長篇小說，最初為創作於1970年代末的單元劇劇本，1981年由香港電台改編成電視劇集《香港香港》其中一個單元，由羅啟銳執導，岳華、余家倫、樊少皇主演，李碧華之後將劇本改寫為小說，於1985年8月由香港天地圖書有限公司首次出版。內容講述一對戲班裡的師兄弟，在烽火動盪、政權更替的時空背景下，如何生存以及彼此間的情慾糾葛等。此小說曾列入《亚洲周刊》20世紀中文小說100強，排名第82。後更被改編成同名電影，於1993年上映，由陳凱歌執導，張國榮、張豐毅、鞏俐主演。